# Ordosemys
Ordosemys is een geslacht van uitgestorven zeeschildpadden uit het Vroeg-Krijt van Binnen-Mongolië.
De typesoort Ordosemys leios werd in 1993 benoemd door Brinkman en Peng. De geslachtsnaam verbindt een verwijzing naar het Ordosbekken met het Grieks emys, 'zoetwaterschildpad'. De soortaanduiding betekent 'glad' in het Grieks; het schild toont geen ornamentering.
Het holotype IVPP V9534-1 is gevonden bij Loalonghuoze, ten westen van Hanggin Qi, in een laag van de Luahandongformatie. Het bestaat uit een compleet skelet. Talrijke losse botten en schilden zijn aan de soort toegewezen.
In 2003 werd Manchurochelys liaoxiensis Ji 1995 hernoemd tot een Ordosemys liaoxiensis. Talrijke skeletten zijn aan deze soort toegewezen.
In 2007 benoemden Danilov & Parkam een Ordosemys brinkmania. De soortaanduiding eert schildpaddenexpert Donald Barry Brinkman. Het holotype is IVPP V4074.4, een partij schilden uit het Junggarbekken.